# Carlos de Rokha
Carlos de Rokha, seudónimo de Carlos Díaz Anabalón (Valparaíso, 17 de octubre de 1920-Santiago, 29 de septiembre de 1962) fue un poeta, cuentista y pintor chileno.

## Biografía
Carlos de Rokha nació con el nombre de Carlos Díaz Anabalón. Fue el hijo mayor de Carlos Díaz Loyola (Pablo de Rokha) y de Luisa Anabalón Sanderson (Winétt de Rokha), miembros de una familia de reconocidos artistas en Chile —entre ellos, sus propios padres y hermanos Lukó, José, Pablo y Laura, entre otros—.
A los 11 años escapa de la casa y lo encuentran en la vega central tres días después, hambriento y mal vestido. Por ese entonces cursa sus estudios primarios  en el Liceo Valentín Letelier de Santiago. En 1936 publica su primer poema, titulado "Lina Odana", en Homenaje de los intelectuales chilenos a la madre patria, editado por Gerardo Seguel. Estudia humanidades en el instituto Secundario de bellas artes.
Seguidor de Arthur Rimbaud, fue incluido por algunos críticos dentro de la Generación Literaria de 1938, pese a las brechas estilística, etaria y temática; sin embargo fue un poeta único, que caminó por diferentes estilos, por lo que no se puede clasificar únicamente en esta generación, sino que también, en cierta medida en la generación de 1950. Compartió con Enrique Lihn, Mahfúd Massís —quien fue marido de su hermana, la pintora Lukó de Rokha— y con el grupo La Mandrágora, donde participó tangencialmente.
A lo largo de su vida, sufrió de esquizofrenia, por lo que en más de una ocasión fue internado en el Hospital Siquiátrico.
En 1961, su obra Memorial y llaves fue galardonada con el Premio de los Juegos Municipales Gabriela Mistral de la Municipalidad de Santiago. En 1962, su obra Pavana del gallo y el arlequín logró el mismo galardón.
Carlos de Rokha falleció a los 41 años por una sobredosis de fármacos. La razón de muerte es debatida entre una ingesta accidental o un suicidio.
Su muerte afectó profundamente a su padre, Pablo de Rokha, quien nunca pudo recuperarse de la muerte de su hijo. En Carta perdida a Carlos de Rokha escribió: «el sello del genio de Winétt te persiguió, como una gran águila de fuego, desde la cuna a la tumba, pero no te influyó, porque no te influyó nadie, encima del mundo. Perdóname el haberte dado la vida».
Mahfúd Massís, se refirió a su muerte de la siguiente forma: «Carlos fue el ángel sediento, desinteresado, atormentado, que cumplía una sola función en el mundo, una sola función, y ninguna otra, una función principal, impuesta por el destino de su organización psíquica, y hasta física, pues todos sus rasgos acusaban al poeta sin redención posible. Era, así, el poeta irremediable, el poeta sin salvación, condenado desde la partida. Terrible, triste, envidiable destino». Asimismo, Enrique Lihn le dedicó Elegía a Carlos de Rokha en su libro La pieza oscura (1963).
En 1964, se publicó su primera obra póstuma: Memorial y llaves. Luego, en 1967, se publicó su segunda obra póstuma: Pavana del gallo y el arlequín. En 2004, Patricia Tagle, sobrina de Carlos de Rokha, recibió $ 9 000 000 de parte del Fondo Nacional del Libro para la publicación de los poemas inéditos compilados en cerca de diez cuadernos que poseía el poeta.

## Influencias y Estilo
Eduardo Anguita afirma que «Se enamoró de la obra de autores tan diferentes como Góngora, André Bretón, Vicente Huidobro, Humberto Díaz Casanueva; y de tantas influencias salió más virgen y propio. Con una intuición infalible, sabía vibrar —por dentro y no solo en su ramaje sintáctico— con la poesía culterana, con la magia surrealista o con la inoncencia —en esta cuerda era donde mejor calzaba: este era su ámbito— de la obra huidobriana».
En palabras del poeta «La poesía no es sólo una recreación, ni una representación del universo vivo del hombre: ella tiene que ir a una transformación de este universo. No puede quedarse en la pura expresión: tiene que ir más allá del sueño y conquistar la realidad. A la vez que el poeta debe beber en las fuentes mismas de la creación popular. No puede ser sólo expresión, sino que comunicación. La poesía es una forma sensible de conocimiento y extraña en sí misma la más alta experiencia que el hombre puede realizar sobre la tierra».
La primera parte de su obra se encuentra inmersa en un mundo imaginal, alucinatorio, propios de una estética surrealista, definida por el azar, la escritura automática y la experiencia onírica. En esta etapa también se encuentra la exaltación del yo de cuño romántico o lo sombrío de tendencia simbolista. En el periodo entre la publicación de "Cántico profético al Primer Mundo" y "El orden visible" el poeta irá adquiriendo una voz singular, donde hay un ordenamiento de la experiencia visionaria, el ordenamiento de una interioridad abismada en el propio juego imaginal a una exterioridad incomprensible, en oposición o indiferente a su mundo fantomático.

## Obras
La obra de Carlos de Rokha se encuentra recolectada en solo cuatro publicaciones.
- Cántico profético al Primer Mundo (1943) — descargable desde el portal Memoria Chilena
- El orden visible (1956) — descargable desde el portal Memoria Chilena
- Memorial y llaves (1964)
- Pavana del gallo y el arlequín (1967; segunda edición, 2002)

Antología póstuma
- Antología (2022) — Edición de editorial UV

Enrique Lihn se refirió a la escasa difusión de la obra de Carlos con las siguientes palabras: «La poesía de Carlos de Rokha es de las que saldrían gananciosas si se historiara, verdaderamente, el total de nuestra literatura. Con caracteres propios e inconfundibles la obra de de Rokha registró todas las inquietudes expresivo-formales que han coadyuvado al desarrollo de una pequeña pero brillante tradición literaria».